# Amphicyclus thomsoni
Amphicyclus thomsoni är en sjögurkeart som först beskrevs av Hutton 1878.  Amphicyclus thomsoni ingår i släktet Amphicyclus och familjen korvsjögurkor. Inga underarter finns listade i Catalogue of Life.